# Ajuy

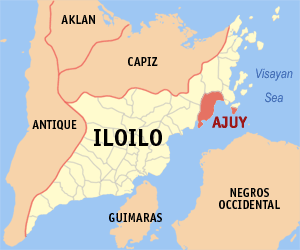
Bản đồ Iloilo với vị trí của Ajuy

Ajuy là một đô thị hạng 4 ở tỉnh Iloilo, Philippines. Theo điều tra dân số năm 2000 của Philipin, đô thị này có dân số 45.192 người trong 8.312 hộ.

## Các đơn vị hành chính
Ajuy được chia ra 34 barangay.
| - Adcadarao - Agbobolo - Badiangan - Barrido - Bato Biasong - Bay-ang - Bucana Bunglas - Central - Culasi - Lanjagan - Luca - Malayu-an | - Mangorocoro - Nasidman - Pantalan Nabaye - Pantalan Navarro - Pedada - Pili - Pinantan Diel - Pinantan Elizalde - Pinay Espinosa - Poblacion - Progreso | - Puente Bunglas - Punta Buri - Rojas - San Antonio - Silagon - Santo Rosario - Tagubanhan - Taguhangin - Tanduyan - Tipacla - Tubogan |